# Сент Хелена (Небраска)
Сент Хелена (енгл. St. Helena) град је у америчкој савезној држави Небраска.

## Демографија
По попису из 2010. године број становника је 96, што је 10 (11,6%) становника више него 2000. године.
| Група             | 2000.       | 2010.      |
| Белци             | 86 (100,0%) | 95 (99,0%) |
| Афроамериканци    | 0 (0,0%)    | 0 (0,0%)   |
| Азијати           | 0 (0,0%)    | 0 (0,0%)   |
| Хиспаноамериканци | 0 (0,0%)    | 0 (0,0%)   |
| Укупно            | 86          | 96         |